# Sortedamskolen, H. Adlers Fællesskole
|  | Sammenskrivningsforslag Artiklen Sortedamskolen, H. Adlers Fællesskole er foreslået føjet ind i Sortedam Gymnasium. (Siden februar 2018) Diskutér forslaget |

Sortedamskolen, H. Adlers Fællesskole
Sortedamskolen var oprindeligt Sortedam Gymnasium og blev stiftet af Hanna Adler i 1893 som H. Adlers Fællesskole og havde til huse på Sortedam Dossering. I august 1893 skrev Hanna Adler i det første skoleprogram "I den skole som jeg nu opretter vil drenge og piger altid blive undervist og opdraget sammen,"
Det var Københavns første fællesskole for drenge og piger og tilbød undervisning fra grundskolens 1. klasse til studentereksamen. Hanna Adler skænkede skolen til Københavns Kommune i 1918, med betingelse om at det forblev en fællesskole og beholdt alle klassetrin. I 1992 blev Sortedam Gymnasium nedlagt som gymnasium, men forsatte som folkeskolen Sortedamskolen, H. Adlers Fællesskole i de samme bygninger.
Skolen har gennemgået flere renoveringer over de sidste ti år. I 2014 blev skolen helhedsrenoveret for et bedre indeklima. I 2015 blev indskolingens skolegård renoveret og i 2017 var det mellemtrinnets skolegård, der blev opdateret.